# Elvira Devinamira
Elvira Devinamira Wirayanti née le 28 juin 1993, à Surabaya est une actrice et mannequin indonésienne. Elle est élue Miss Indonésienne 2014 (id),.